# Stenoecanthus
Stenoecanthus is een geslacht van rechtvleugeligen uit de familie krekels (Gryllidae). De wetenschappelijke naam van dit geslacht is voor het eerst geldig gepubliceerd in 1912 door Lucien Chopard.

## Soorten
Het geslacht Stenoecanthus  is monotypisch en omvat slechts de volgende soort:
- Stenoecanthus gracillimus (Chopard, 1912)